# Biserica fostei mănăstiri din Veverița
Biserica fostei mănăstiri din Veverița este o biserică amplasată în Veverița, raionul Ungheni, Republica Moldova. Este un monument arhitectural de importanță națională inclus în Registrul monumentelor Republicii Moldova ocrotite de stat cu nr. 1715 (raionul Ungheni). Datează din anii 1930.